# Schloss Buchenau (Eiterfeld)

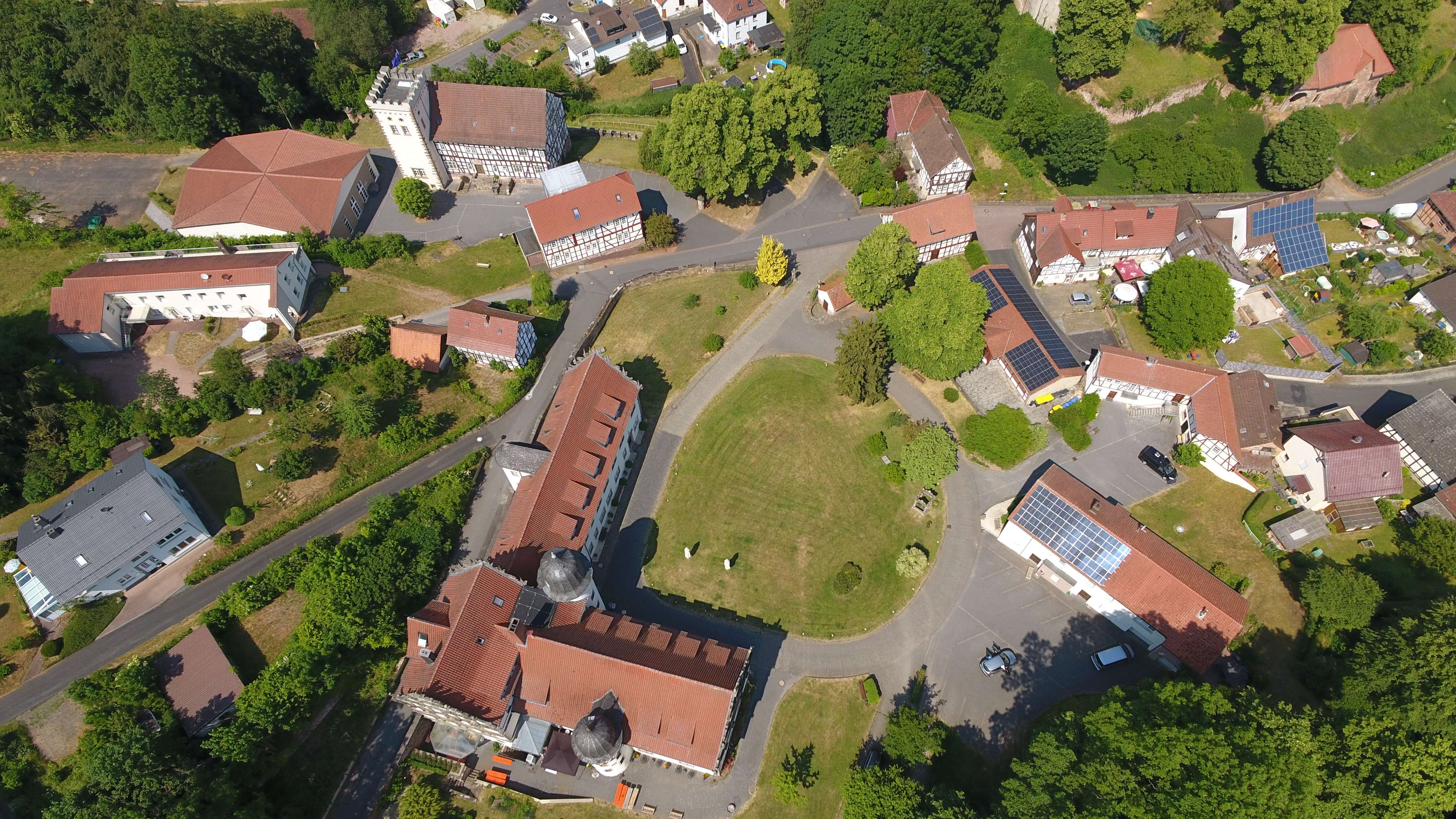
Luftaufnahme Schloss Buchenau

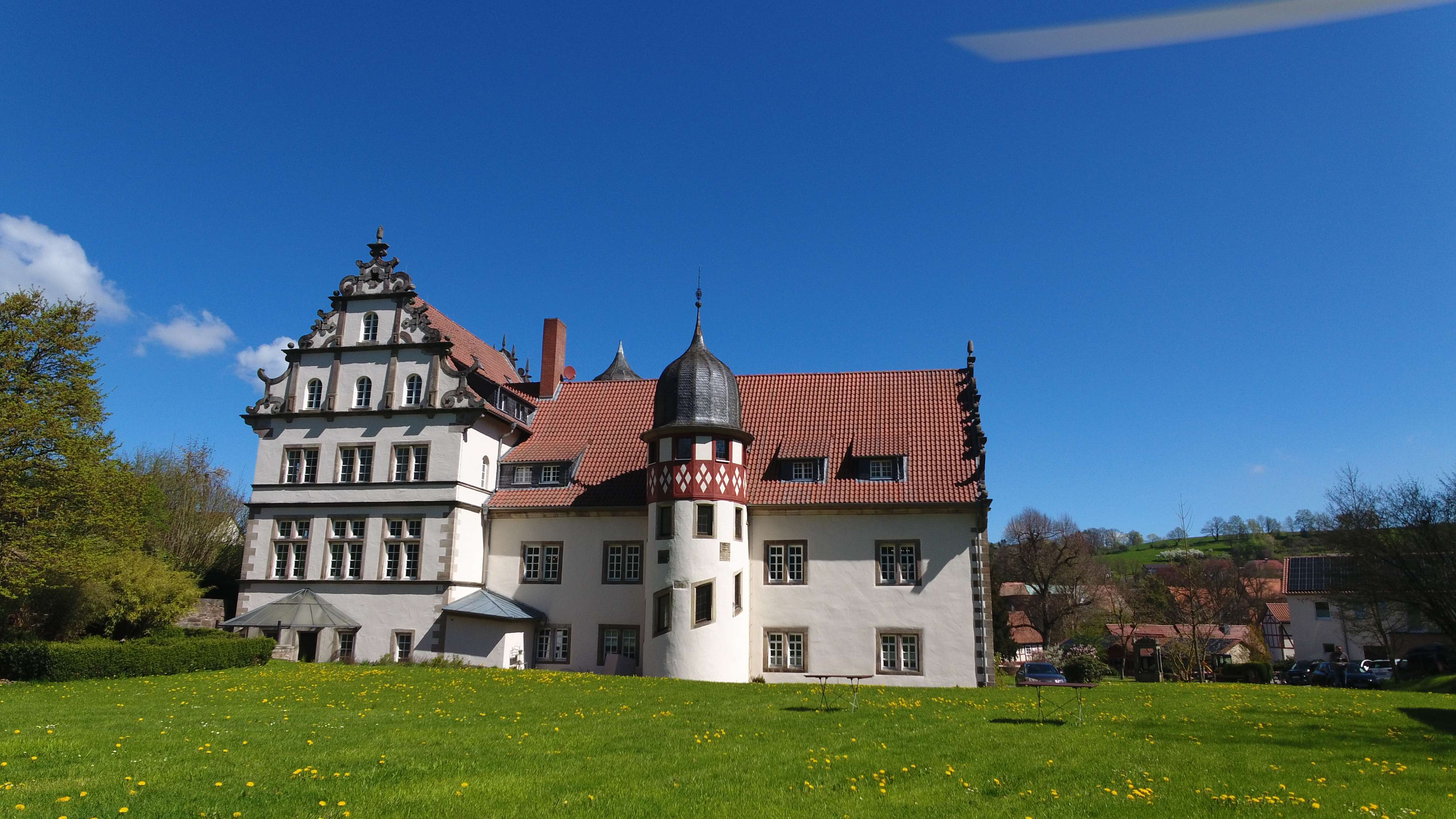
Schloss Buchenau aus westlicher Sicht

Das Schloss Buchenau (auch Schenckschloss genannt) liegt in Buchenau zwischen Fulda und Bad Hersfeld und gehört zur Gemeinde Eiterfeld.

## Gebäude

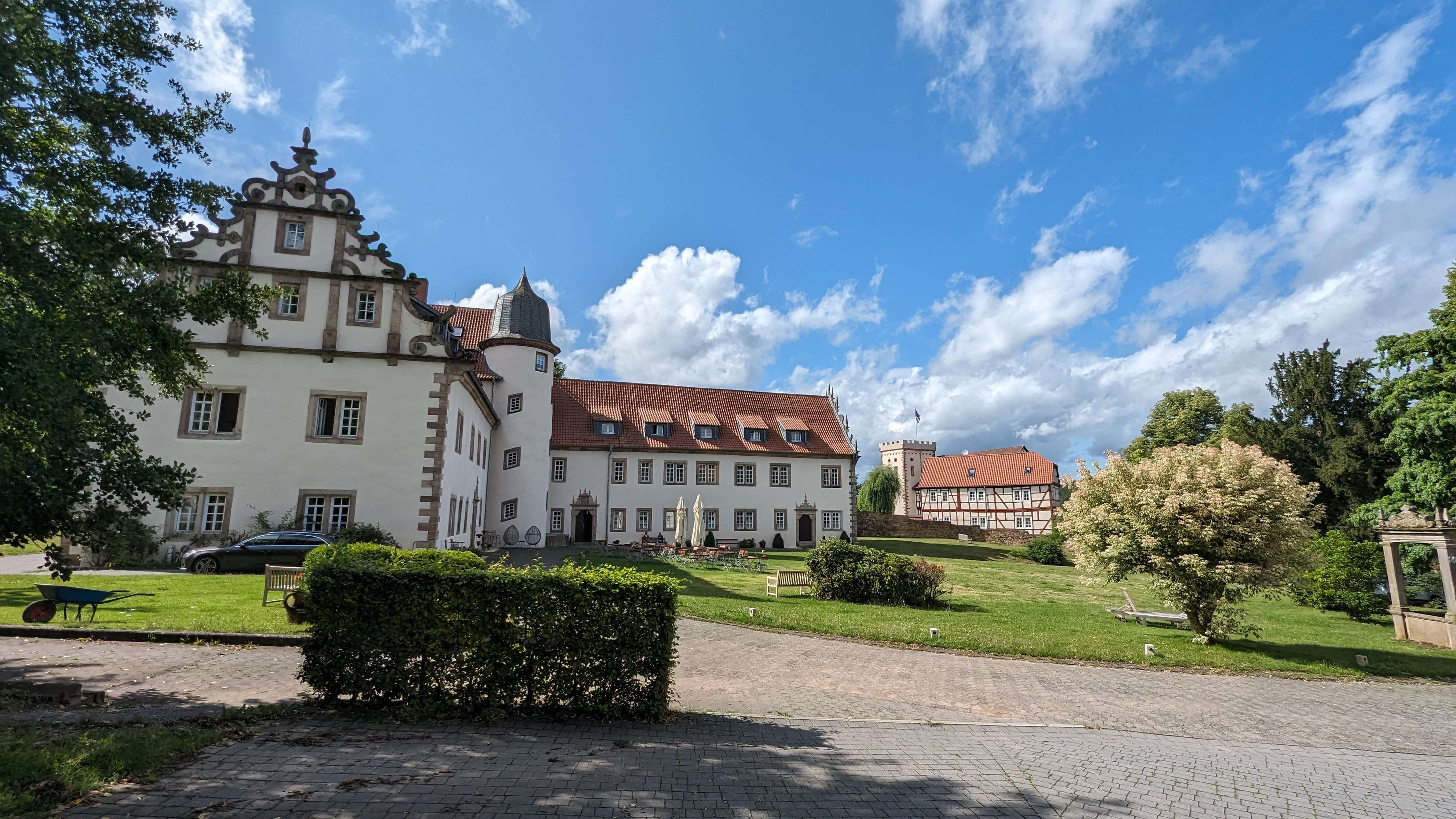
Schloss Buchenau aus Richtung Süden

Das Generalshaus

Die Schlossanlage besteht heute aus 11 Gebäuden:
1. Schloss:  Das Schloss wurde von 1611 bis 1618 von Georg Melchior von Buchenau und dessen Frau Agnes von Schwalbach im  Stil der Weserrenaissance erbaut.
2. Gartenhaus: Das Gartenhaus steht auf der ursprünglichen Scheune des Schlosses und ist mehrfach an und umgebaut worden. Heute enthalt es die Wirtschaftsräume, Zimmer und Wohnung.
3. Heizhaus: Das Gebäude ist 2010 errichtet worden und enthält die Heizanlage für die komplette Schlossanlage.
4. Alte Landwirtschaft
5. Seminarhaus: Enthält 4 Seminarräume.
6. Torhaus: Fachwerkhaus welches ursprünglich von Schuster Prack bewohnt wurde.
7. Backhaus: Eines von drei Backhäusern in Buchenau.
8. Generalshaus: Ältestes Gebäude auf dem Schlossgelände ist das sogenannte „Generalshaus“, das von Georg von Buchenau (1535–1563) und dessen Frau Susanne von Mansbach 1550 erbaut wurde.
9. Försterhaus: Hier befand sich früher die Forstverwaltung sowie die Wohnung des Försters.
10. Berghaus: Das 1953 als Internatswohnhaus erbaute Gebäude liegt am Berghang.
11. Schlosshalle: 2010 neu erbaut. Steht an Stelle der alten Scheune, die zu Internatszeiten als Turnhalle genutzt wurde und einem Hallenbad.

## Geschichte
Den Bau des Schlosses finanzierte Georg Melchior von Buchenau, indem er dem Fürstabt des Klosters Fulda, seinem Lehnsherrn, 3/8 seines Gesamtbesitzes verpfändete. Im Jahre 1691 erwarb das Kloster unter Fürstabt Placidus von Droste diesen Anteil endgültig, tauschte diesen Besitz dann jedoch bereits 1692 mit dem späteren Generalleutnant und Gouverneur von Oberhessen Wolf Christoph Schenk zu Schweinsberg (1653–1717) gegen dessen Schloss und Gut in Burghaun. Schenk zu Schweinsberg zog 1694 nach Buchenau. Im Jahre 1713 ließ er die Renterei umfangreich renovieren; das Gebäude wird seitdem „Generalshaus“ genannt. Sein Neffe erbte den Besitz, und dessen Nachkommen bewohnten Schloss und Obere Burg bis 1912.
1904 wurde an das Generalshaus in der Oberen Burg ein Turm angebaut – als Kopie des Turmes auf der Wartburg. Am Schloss wurde 1910 ein weiterer Treppenaufgang angebaut, der sogenannte Hochzeitsturm, der anlässlich der Hochzeit von Hans Schenck zu Schweinsberg mit seiner Frau Else erbaut wurde. 1912 war Hans Schenck zu Schweinsberg zahlungsunfähig. Nach seinem Selbstmord wurde das Schloss 1913 zwangsverkauft. Es wechselte danach mehrmals den Besitzer. Nach dem Ersten Weltkrieg wurde der Mittelbau errichtet. Zu dieser Zeit waren Flüchtlinge aus dem Elsass im Schloss untergebracht.
1924 erwarb die Stiftung Landerziehungsheime Hermann Lietz das Schloss und betrieb dort bis 1984 ein Internat. Danach wurden die Gebäude als Umsiedlerheim genutzt.
Seit 2000 befindet sich das Anwesen wieder in Privatbesitz. Heute werden das Schloss und die dazugehörenden Gebäude als Tagungs- und Gruppenhaus genutzt. Es bietet 125 Betten und viele verschiedene Tagungsräume.

## Architektur
Das Schloss wurde in drei Etappen erbaut. Zwei zweigeschossige Langbauten, die um 90° verdreht und mit einem Treppenturm in eingeschlossenen Innenhof verbunden sind, wurden 1611 und 1618 erbaut. Beide sind im Stil der Weserrenaissance ausgeführt und jeweils mit reich geschmückten Giebeln versehen. 1917 wurde der viergeschossige Mittelbau errichtet, und 1921 wurden die Dachgeschosse der Langbauten ausgebaut. Die Giebel der beiden Langbauten wurden an den Mittelbau angebaut, womit eine gute Einbindung des neuen Mittelbaus an die vorhandenen Langbauten erreicht wurde. Im Schloss befinden sich noch einige Renaissancetüren mit reichhaltigem Ornament.
Zum Schloss gehört auch eine Parkanlage mit einem Sportplatz.